# Bàtik

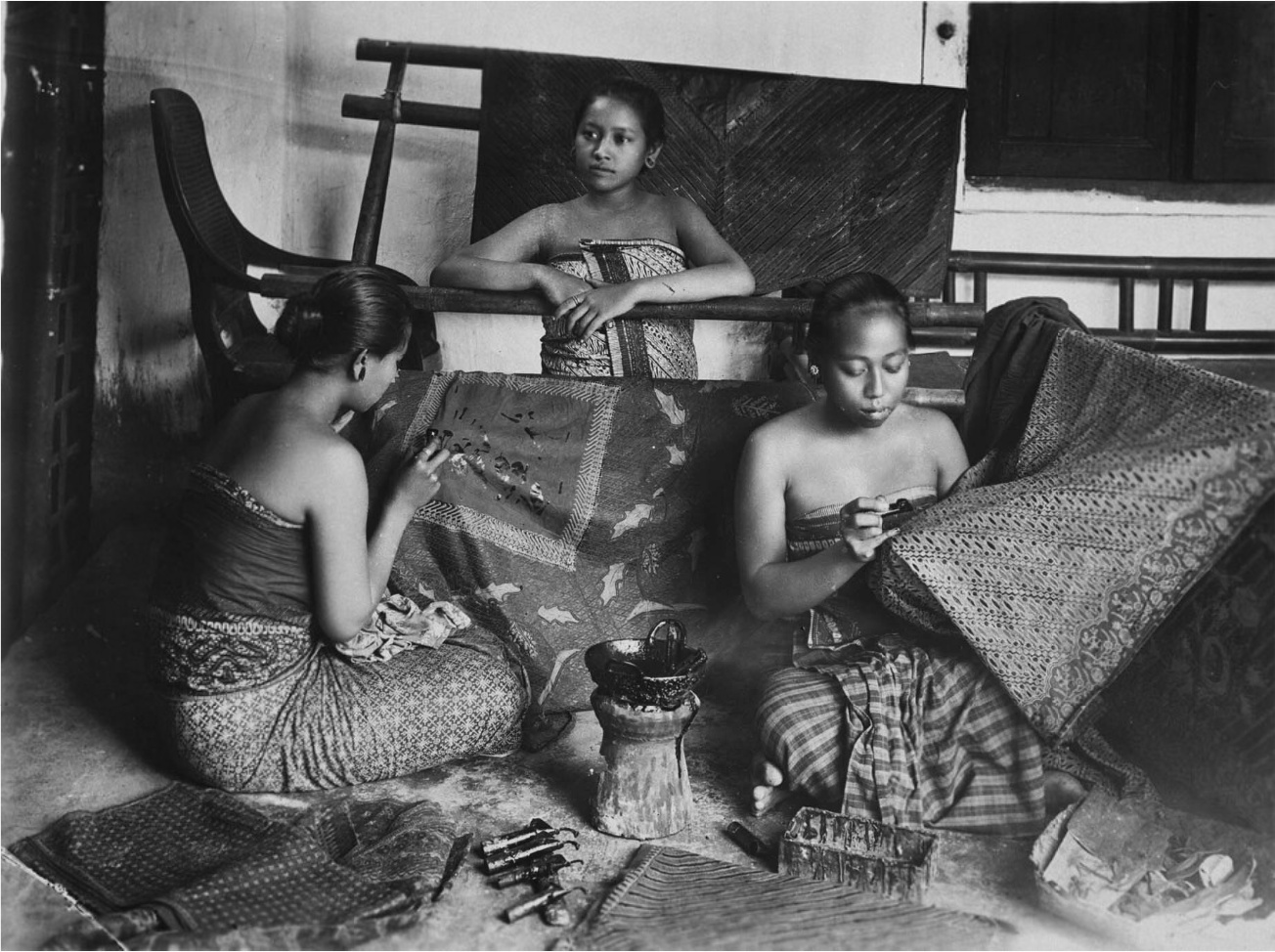
Dones fabricant bàtik a Java l'any 1915

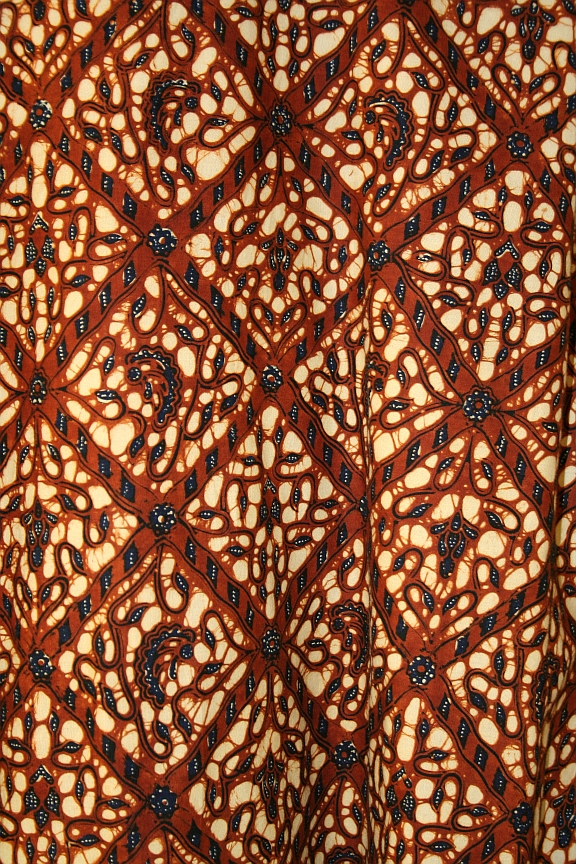
Bàtik javanès. Secció

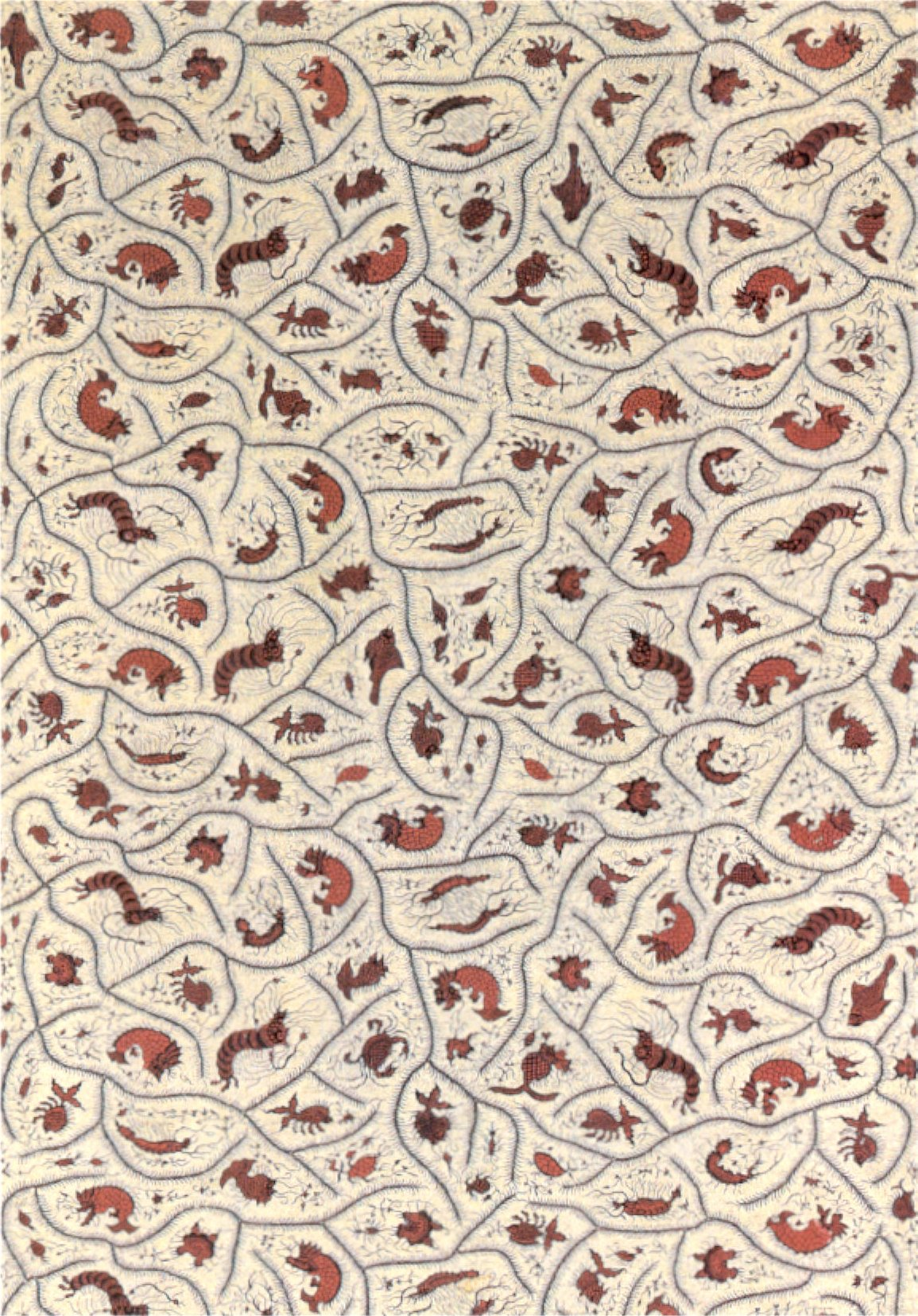
Bàtik d'estil Pasisir de Cirebon representant animals marins

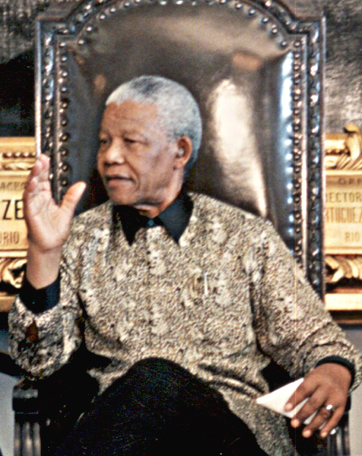
Nelson Mandela amb una camisa de bàtik, la seva indumentària preferida.

El bàtik és una tècnica d'estampat tèxtil. Originari de l'Àsia Sud-oriental, el bàtik s'ha estès arreu del món.

## Descripció
La paraula bàtik té l'origen en la llengua javanesa, lloc on hi ha una tradició antiga de fabricar aquests teixits. La fabricació de bàtik requereix molta paciència i concentració.
Un bàtik és una tela o teixit de cotó lleuger, sobre el qual hi ha uns dissenys estampats de més d'un color. La tècnica consisteix a encerar amb cera d'abella fosa les zones de la tela que es volen reservar de la tintura. Quan hi ha dibuixos, aquests s'executen mitjançant un "txanting" o punxó especial. Després es fa fondre la cera i es recull en un recipient. L'operació es va repetint així successivament amb cada color per separat.

## Tradició javanesa
Sembla que la tècnica del bàtik es va originar a Indonèsia, a l'illa de Java on era una tradició molt antiga. A Java es poden distingir dos estils principals:
- Els bàtiks de les ciutats reials de Solo, Yogyakarta i Banyumas al centre de l'illa.
- L'estil de la costa nord o Pasisir, representat pels bàtiks de Cirebon, Pekalongan i Lasem.

A part d'aquests hi ha els estils de Jambi i de Palembang, dos zones que han experimentat una forta influència javanesa al llarg de la història.
Els colors tradicinals a Java eren indi, marró fosc i blanc.

## Distribució i mercat
Altres països famosos per llurs bàtiks en l'actualitat són la Xina, l'Índia, Madagascar i Sri Lanka. A l'Àfrica tropical cal mencionar Burkina Faso, la Costa d'Ivori i Togo, on la tècnica del bàtik ha estat adaptada als dissenys i colors tradicionals africans. És un producte lleuger i fàcil de transportar, ideal per a la indústria del souvenir turístic.
Mentre que actualment a alguns països africans les teles de bàtik formen part dels vestits quotidians d'una manera permanent, a Europa i als Estats Units el mercat es troba subjecte a les fluctuacions de la moda. En els períodes que les teles de bàtik estan de moda pot haver hi una demanda important, sobretot si coincideix amb la temporada de l'estiu. Malauradament la demanda pot caure en picat quan la moda passa i el bàtik deixa de ser popular.
Originalment el bàtik és fet a mà, però hi ha molts teixits estampats artificialment i produïts en massa que es venen com a bàtik.